# Sabin Saint-Gaudens
Sabin Saint-Gaudens, né le 24 septembre 1921 à Miremont en Haute-Garonne et mort le 23 décembre 2001 à Lourdes est un évêque catholique français.

## Biographie
Né le 24 septembre 1921 à Miremont, il est ordonné prêtre le 29 juin 1948 pour le diocèse de Toulouse.
Le 27 février 1967, il est nommé évêque auxiliaire de Toulouse. Le 15 septembre 1972, il est nommé évêque coadjuteur d'Agen, et succède à Roger Johan le 13 mars 1976,. 
Il démissionne le 13 décembre 1996, atteint par la limite d'âge. 
Il meurt le 23 décembre 2001 à Lourdes, âgé de 80 ans,.

## Sources et références
1. 1 2 3 4  (en) David M. Cheney, « Bishop Sabin-Marie Saint-Gaudens † », sur catholic-hierarchy.org.
2. 1 2  « Monseigneur Sabin Saint-Gaudens évêque émérite d'Agen, est décédé », 5 janvier 2002 (consulté le 16 mars 2024).
3. ↑  « Mgr Saint-Gaudens nouvel évêque d'Agen », Le Monde,‎ 19 mars 1976 (lire en ligne, consulté le 16 mars 2024).
4. ↑  « Mgr Sabin Saint-Gaudens ancien évêque d'Agen », Le Monde,‎ 30 décembre 2001 (lire en ligne , consulté le 16 mars 2024).